# Joachim Schubart
| 2000 Herschel | 29 luglio 1960 |
| 4724 Brocken  | 18 giugno 1961 |

Joachim Schubart (Berlino, 5 agosto 1928) è un astronomo tedesco.
Ha studiato astronomia all'Università Humboldt di Berlino laureandosi nel 1952 ed ottenendo il dottorato nel 1955. Successivamente ha lavorato presso l'osservatorio Sonneberg e dal 1961 all'istituto astronomico Rechen (Astronomisches Rechen-Institut) di Heidelberg. Abilitato nel 1967, ne è stato il principale ricercatore dal 1970.
Il Minor Planet Center gli accredita la scoperta di due asteroidi, effettuate tra il 1960 e il 1961, di cui una in collaborazione con Cuno Hoffmeister.
Gli è stato dedicato l'asteroide 1911 Schubart.